# Franz Schmid (Politiker, 1841)
Franz Schmid (* 30. September 1841 in Altdorf; † 30. November 1923 in Lausanne, heimatberechtigt im Kanton Uri) war ein Schweizer Politiker (KVP).

## Biografie
Schmid besuchte die Mittelschule in Altdorf, Colmar und Feldkirch und studierte dann von 1861 bis 1864 Rechtswissenschaften an den Universitäten von München, Leipzig und Heidelberg. Er arbeitete dann zuerst als Fürsprecher und von 1880 bis 1893 nebenbei als Staatsanwalt. Im Jahre 1891 wurde er Ersatzmann des Schweizer Bundesgerichts und wurde 1904 zum Bundesrichter. Er arbeitete bis zu seinem Tode im Jahre 1923 in Lausanne und war in seinem letzten Lebensjahr Präsident des Bundesgerichts.
Sein erstes politisches Mandat erhielt Franz Schmid im Jahre 1867 mit der Wahl in den Urner Landrat, wo er bis 1892 Einsitz hatte und von 1890 bis 1891 präsidierte. Von 1871 bis 1875 war er Gemeindepräsident von Altdorf. In den Jahren 1874 bis 1876 und 1903 bis 1905 war er im Regierungsrat tätig. Die Urner Bevölkerung wählte Schmid im Jahre 1882 in den Ständerat und bei den Parlamentswahlen 1890 in den Nationalrat, wo er bis ins Jahre 1904 politisierte. Von 1904 bis 1906 war er schliesslich Landammann des Kantons Uri.
Auf nationaler Ebene war sein grösstes Anliegen das Zivilgesetzbuch. Er war ein sehr schlagfertiger Redner und war meistens der Wortführer der konservativen Opposition. Auch hatte Schmid Einsitz in verschiedenen Verwaltungsräten. Ferner war er von 1864 bis 1865 Zentralpräsident des Schweizerischen Studentenvereins.
In der Schweizer Armee war er Oberst der Militärjustiz.